# マラリアワクチン
マラリアワクチンは、 マラリアの予防に用いられるワクチンである。RTS,S (商標名：Mosquirix)、は サブサハラアフリカの３か国で最初に承認され使用されているマラリアワクチンである。3回のワクチン接種後、翌年のマラリアに感染するリスクは24％～43％減少する。旅行者には効果的でないとされる。2つ目のワクチンであるR21/Matrix-Mは、2023年にナイジェリアとガーナで承認された。このワクチンの有効性は約77%である。両方のワクチン共に4回の注射接種が必要である。
RTS,Sは、熱帯熱マラリア原虫が一般的に生息する地域の6週間から17か月の幼児に使用される。一般的な副作用には、発熱、過敏性、注射部位の痛みなどがあげられる。ワクチン接種者の約0.1％に熱性けいれんが起こる。もしも4回目の接種を怠った場合、マラリア関連による死亡率が再度上がる可能性が懸念される。R21/Matrix-Mは、5か月から36か月の幼児に使用される。
RTS,Sは、2015年の欧州医薬品委員会（CHMP）から肯定的な意見がでており、世界保健機関 (WHO) に賛同されている。GAVIアライアンスは、ワクチン接種推進に2022年から2025年までに1億6千万米ドルの資金提供を行っている。 R21/Matrix-MとRTS,Sにかかる1投与分の費用は、それぞれ約3米ドルと6米ドルである。R21/Matrix-Mは、少なくとも75％の有効性という世界保健機関の目標を最初に達成したワクチンである。カメルーンは、2024年にすべての子共にワクチン接種を開始する予定である。